# جان کوپر (موسیقی‌دان)
جان لندروم کوپر (به انگلیسی: John Landrum Cooper) ترانه‌سرای اصلی، گیتارنواز و یکی از بنیانگذاران گروه کریستین راک اسکیلت است.او همسر Korey Koper دیگر عضو گروه اسکیلت است،او پیش‌تر عضو یک گروه اکسپریمنتال به نام سرافیم بود که پیش از انحلال گروه یک آلبوم چندآهنگه نیز به همراه آنان منتشر کرد.